# Wiei
Wiei, teilweise Wei und früher auch Jacquinot-Insel genannt, ist eine Insel des südpazifischen Inselstaates Papua-Neuguinea (East Sepik Province). 
Die etwa 9 km² große, längliche Insel gehört zu den Le-Maire-Inseln. Sie liegt 60 km östlich vom Festland und ca. 40 km östlich der Insel Koil. Der höchste Punkt von Wiei liegt 160 m über Meeresniveau.